# Превоє
Превоє (словен. Prevoje) — поселення в общині Луковиця, Осреднєсловенський регіон, Словенія. 
Висота над рівнем моря: 563,4 м.